# Tournoi des Cinq Nations 1948
Navigation
Tournoi 1947 Tournoi 1949
Le Tournoi des Cinq Nations 1948, joué du 1er janvier au 29 mars 1948, voit la victoire de l'Irlande, qui réalise son premier Grand Chelem.

## Classement
| Rang | Nation             | J | V | N | D | PP | PC | Δ   | Pts |
| ---- | ------------------ | - | - | - | - | -- | -- | --- | --- |
| 1    | Irlande            | 4 | 4 | 0 | 0 | 36 | 19 | +17 | 8   |
| 2    | Écosse             | 4 | 2 | 0 | 2 | 15 | 31 | -16 | 4   |
| 2    | France             | 4 | 2 | 0 | 2 | 40 | 25 | +15 | 4   |
| 4    | Pays de Galles (T) | 4 | 1 | 1 | 2 | 23 | 20 | +3  | 3   |
| 5    | Angleterre (T)     | 4 | 0 | 1 | 3 | 16 | 35 | -19 | 1   |

- Légende :
J matches joués, V victoires, N matches nuls, D défaites
PP points marqués, PC points encaissés, Δ différence de points PP-PC
Pts points de classement
T Tenants du titre 1947.
- Remarque : avec le même nombre de points de classement et malgré une moins bonne différence de points, l'Écosse est devant la France pour l'avoir battue (9 - 8).
- Alors que l'Irlande, vainqueure du Tournoi, a les meilleures défense et différence de points, c'est la France qui possède la meilleure attaque.

## Résultats
Les dix matches se jouent à raison d'un match par journée dans sept villes différentes :
| Colombes, jeudi 1er janvier 1948  | France         | 06 - 13 | Irlande        |
| Londres, samedi 17 janvier 1948   | Angleterre     | 03 - 3  | Pays de Galles |
| Édimbourg, samedi 24 janvier 1948 | Écosse         | 09 - 8  | France         |
| Cardiff, samedi 7 février 1948    | Pays de Galles | 14 - 0  | Écosse         |
| Londres, samedi 14 février 1948   | Angleterre     | 10 - 11 | Irlande        |
| Swansea, samedi 21 février 1948   | Pays de Galles | 03 - 11 | France         |
| Dublin, samedi 28 février 1948    | Irlande        | 06 - 0  | Écosse         |
| Belfast, samedi 13 mars 1948      | Irlande        | 06 - 3  | Pays de Galles |
| Édimbourg, samedi 20 mars 1948    | Écosse         | 06 - 3  | Angleterre     |
| Colombes, lundi 29 mars 1948      | France         | 15 - 0  | Angleterre     |

## Les matches de la France
Les feuilles de match des rencontres de la France (deux victoires et deux défaites) sont les suivantes :

### France - Irlande
La France ne remporte pas une quatrième victoire consécutive face à l'Irlande :
| Jeudi 1er janvier 1948 Pluie persistante | France                     | 6 - 13 (0-10) | Irlande                                                                  | Stade Yves-du-Manoir, Colombes Terrain souple 25 000 spectateurs Arbitre : T Pearce |
| Jeudi 1er janvier 1948 Pluie persistante | Essai(s) : 2 Soro, Basquet |               | Essai(s) : 3 P Reid, B Mullan, McCarthy Transformation(s) : 2/3 K Mullen | Stade Yves-du-Manoir, Colombes Terrain souple 25 000 spectateurs Arbitre : T Pearce |
| Jeudi 1er janvier 1948 Pluie persistante |                            |               |                                                                          | Stade Yves-du-Manoir, Colombes Terrain souple 25 000 spectateurs Arbitre : T Pearce |

### Écosse - France
Les Bleus ne remportent toujours pas un second match consécutif devant les hommes au Chardon :
| Samedi 24 janvier 1948 Temps froid | Écosse                                       | 9 - 8 (0-8) | France                                                                 | Murrayfield, Édimbourg Bon terrain 45 000 spectateurs Arbitre : A Bean |
| Samedi 24 janvier 1948 Temps froid | Essai(s) : T Jackson Pénalité(s) : W Murdoch |             | Essai(s) : Lacaussade Transformation(s) : Alvarez Pénalité(s) : J Prat | Murrayfield, Édimbourg Bon terrain 45 000 spectateurs Arbitre : A Bean |
| Samedi 24 janvier 1948 Temps froid |                                              |             |                                                                        | Murrayfield, Édimbourg Bon terrain 45 000 spectateurs Arbitre : A Bean |

### Pays de Galles - France
Seconde victoire (et première à l'extérieur) de la France face au pays de Galles :
| Samedi 21 février 1948 Temps gris, vent glacial | Pays de Galles           | 3 - 11 (0-5) | France                                                                   | St Helen's, Swansea Terrain dur 50 000 spectateurs Arbitre : A Bean |
| Samedi 21 février 1948 Temps gris, vent glacial | Pénalité(s) : O Williams |              | Essai(s) : 3 Basquet, Terreau, Pomathios Transformation(s) : 1/3 Alvarez | St Helen's, Swansea Terrain dur 50 000 spectateurs Arbitre : A Bean |
| Samedi 21 février 1948 Temps gris, vent glacial |                          |              |                                                                          | St Helen's, Swansea Terrain dur 50 000 spectateurs Arbitre : A Bean |

### France - Angleterre
Seconde victoire à domicile de la France face à l'Angleterre vingt et un ans après celle de 1927 :
| Samedi 29 mars 1948 Beau temps | France                                                                                | 15 - 0 (3-0) | Angleterre | Stade Yves-du-Manoir, Colombes Bon terrain 38 000 spectateurs Arbitre : Mr Trevor-Jones (pays de Galles) |
| Samedi 29 mars 1948 Beau temps | Essai(s) : 3 Pomathios, Soro, J Prat Transformation(s) : Alvarez Drop(s) : Bergougnan |              |            | Stade Yves-du-Manoir, Colombes Bon terrain 38 000 spectateurs Arbitre : Mr Trevor-Jones (pays de Galles) |
| Samedi 29 mars 1948 Beau temps |                                                                                       |              |            | Stade Yves-du-Manoir, Colombes Bon terrain 38 000 spectateurs Arbitre : Mr Trevor-Jones (pays de Galles) |